# 命名遺址
命名遺址指考古遺址中，被作為整個史前文化的名稱的遺址。
被選為命名遺址，通常其文物的發現數量較大、較具代表性、發掘的時間較早，或是該類史前文化是因該遺址的發掘調查而確定。大多數史前文化都是以命名址遺的名稱來作為名稱。著名的命名遺址有龍山遺址、仰韶遺址、十三行遺址等。